# Stazione di Higashi-Matsudo
La stazione di Higashi-Matsudo (東松戸駅?, Higashi-Matsudo-eki) è una stazione ferroviaria situata nella città di Matsudo, nella prefettura di Chiba in Giappone e servita dalla linea Musashino della JR East, dal Narita Sky Access e dalla linea Hokusō.

## Servizi
East Japan Railway Company
■ Linea Musashino
 Ferrovie Keisei
● Narita Sky Access (servizio diretto via linea Hokusō)
Ferrovia Hokusō
● Linea Hokusō

## Struttura

### Stazione JR East
La stazione della JR East, inaugurata nel 1998, è dotata di due marciapiedi laterali con due binari sopraelevati.
| 1 | ■ Linea Musashino | per Shin-Matsudo, Minami-Urawa, Nishi-Kokubunji e Fuchū-Honmachi |
| 2 | ■ Linea Musashino | per Nishi-Funabashi, Kaihin-Makuhari e Tokyo                     |

### Stazione Ferrovia Hokusō e Narita Sky Access
La stazione, inaugurata nel 1991, è realizzata su viadotto ed è dotata di 4 binari serviti da due marciapiedi a isola.
| 1-2 | ● Linea Hokusō ● Narita Sky Access | per Takasago, Oshiage, Ueno, Asakusa, Nihombashi, Nishi-Magome, Shinagawa, Haneda Aeroporto e Yokohama |
| 3-4 | ● Linea Hokusō ● Narita Sky Access | per Shin-Kamagaya, Chiba New Town Chūō, Inzai-Makinohara, Inba-Nihon-Idai e Narita Aeroporto           |

## Stazioni adiacenti
| «                 | Servizio          | »               |
| Linea Musashino   | Linea Musashino   | Linea Musashino |
| ----------------- | ----------------- | --------------- |
| Shin-Yahashira    | -                 | Ichikawa-Ōno    |
| Linea Hokusō      |                   |                 |
| Akiyama           | Locale            | Matsuhidai      |
| Yagiri            | Espresso          | Shin-Kamagaya   |
| Keisei-Takasago   | Espresso Limitato | Shin-Kamagaya   |
| Narita Sky Access |                   |                 |
| Keisei-Takasago   | Access Express    | Shin-Kamagaya   |